# Qasym-Zjomart Toqajev
Qasym-Zjomart Kemeluly Toqajev (kazakiska: Қасым-Жомарт Кемелұлы Тоқаев), född 17 maj 1953 i Alma-Ata i Kazakiska SSR i Sovjetunionen (nu Almaty i Kazakstan), är en kazakisk politiker och diplomat. Han tillträdde som Kazakstans andra president den 20 mars 2019, efter Nursultan Nazarbajevs avgång.

## Biografi
Fadern var författare av detektivromaner och modern var språklärare. Toqajev studerade bland annat mandarin vid Moskvauniversitetet från 1970. Han började sin karriär 1975 då han arbetade som diplomat i Singapore och Kina. 1992 blev han Kazakstans biträdande utrikesminister. I den rollen drev han på mot linjen om nedmontering av kärnvapnen i de forna sovjetrepublikerna. I oktober 1999 blev han utsedd till premiärminister. Från 2002 tjänstgjorde Toqajev som utrikesminister, där han fortsatte att spela en aktiv roll i kärnvapenfrågan. Därefter tjänstgjorde han som talman i senaten från den 11 januari 2007 till den 15 april 2011 och från den 16 oktober 2013 till den 19 mars 2019. Mellan den 12 mars 2011 och den 16 oktober 2013 var han generaldirektör för FN:s kontor i Genève.
Den 20 mars 2019 avgick hans företrädare Nursultan Nazarbajev från presidentposten, vilket resulterade i att Toqajev blev tillförordnad president. Kort därefter utlyste han extraval den 9 juni 2019, och blev med den förre presidenten Nazarbajevs goda minne kandidat för det styrande partiet Nur Otan. Toqajev valdes till president med 71 % av rösterna i ett kritiserat val.
Den 2 januari 2022 utbröt i landets oljerika västra delar protester mot en höjning av energipriserna. Protesterna utvecklade sig till tumult, möjligen underblåst av anhängare till förre presidenten Nazarbajev, och över 8000 personer greps av polis. Toqajev begärde hjälp från CSTO (Collective Security Treaty Organization). Nazarbajev petades från rollen som ordförande för säkerhetsrådet, regeringen entledigades och Älichan Smajylov förordnades som ny premiärmininster. Toqajev lyckades behålla och kanske stärka sin makt.

### Fotnoter
1. ↑  Roth, Andrew (19 mars 2019). ”Kazakhstan president Nazarbayev steps down after 30 years in power”. Kazakhstan president Nazarbayev steps down after 30 years in power. The Guardian. https://www.theguardian.com/world/2019/mar/19/kazakhstan-president-nursultan-nazarbayev-steps-down-after-30-years-in-power. Läst 19 mars 2019.
2. ↑  tengrinews.kz (15 april 2011). ”Kairat Mami to be the new Senate Speaker” (på engelska). Главные новости Казахстана - Tengrinews.kz. https://en.tengrinews.kz/kazakhstan_news/kairat-mami-to-be-the-new-senate-speaker-942/. Läst 25 oktober 2021.
3. ↑  ”Tokayev wins Kazakhstan’s presidency with 70.76 percent of vote, official preliminary results say - The Astana Times”. web.archive.org. 10 juni 2019. Arkiverad från originalet den 10 juni 2019. https://web.archive.org/web/20190610092125/https://astanatimes.com/2019/06/tokayev-wins-kazakhstans-presidency-with-70-76-percent-of-vote-official-preliminary-results-say/. Läst 25 oktober 2021.
4. ↑  Tokajev: Fredsstyrkans jobb redan klart, Hufvudstadsbladet, 11 januari 2022.
5. ↑  Kazakstans president: Oroligheterna var täckmantel för statskupp organiserad av yttre och inre fiender, Yle, 10 januari 2022.